# Stoney Middleton
Stoney Middleton är en by och en civil parish i Derbyshire Dales i Derbyshire i England. Orten har 470 invånare (2011). Byn nämndes i Domedagsboken (Domesday Book) år 1086, och kallades då Middeltu(o)ne.